# American International
American International – budynek w Nowym Jorku w USA. 

## Historia
Budynek ten został zaprojektowany przez Clinton & Russell, Holton & George. Jego budowa zakończyła się w 1932. Ma 290 metrów wysokości i 66 pięter. Jest wykorzystywany w celach biurowych. Został on wykonany w stylu art déco. Jest to obecnie czwarty co do wysokości wieżowiec w Nowym Jorku, zaraz po Chrysler Building. W całych Stanach Zjednoczonych jest na miejscu 13. Budynek został wybudowany w latach trzydziestych, czyli w okresie, w którym trwał "wyścig wieżowców". Uzyskał też wtedy bardzo charakterystyczny wygląd jak większość budynków z tego okresu. Był najwyższym wieżowcem w centrum Manhattanu do lat siedemdziesiątych, gdy wybudowane zostały wieże World Trade Center. 
Początkowo budynek należał do Cities Service Company, która sprzedała go firmie American International, gdy przenosiła swoją siedzibę do Tulsa w Oklahomie w roku 1976. Od tamtej pory nazywany jest American International. Budynek jest światową siedzibą firmy AIG, chociaż część biur poprzedniego właściciela nadal się tutaj mieści. Na dachu 66. piętra znajduje się platforma obserwacyjna, z której rozciąga się lepszy widok na tę część miasta niż z innych budynków. Początkowo była ona ogólnodostępna, obecnie mają do niej wstęp tylko pracownicy biurowca. Budynek ten posiadał kiedyś dwupiętrowe windy, aby utrzymywać sprawną komunikację w wąskiej wieży. Zostały one jednak usunięte, dziś wieżowiec posiada 36 wind.
Po zniszczeniu World Trade Center budynek ponownie był najwyższym na dolnym Manhattanie. Taras widokowy na szczycie budynku jest nadal używany, aczkolwiek jedynie przez niektóre uprawnione osoby w porze lunchu.

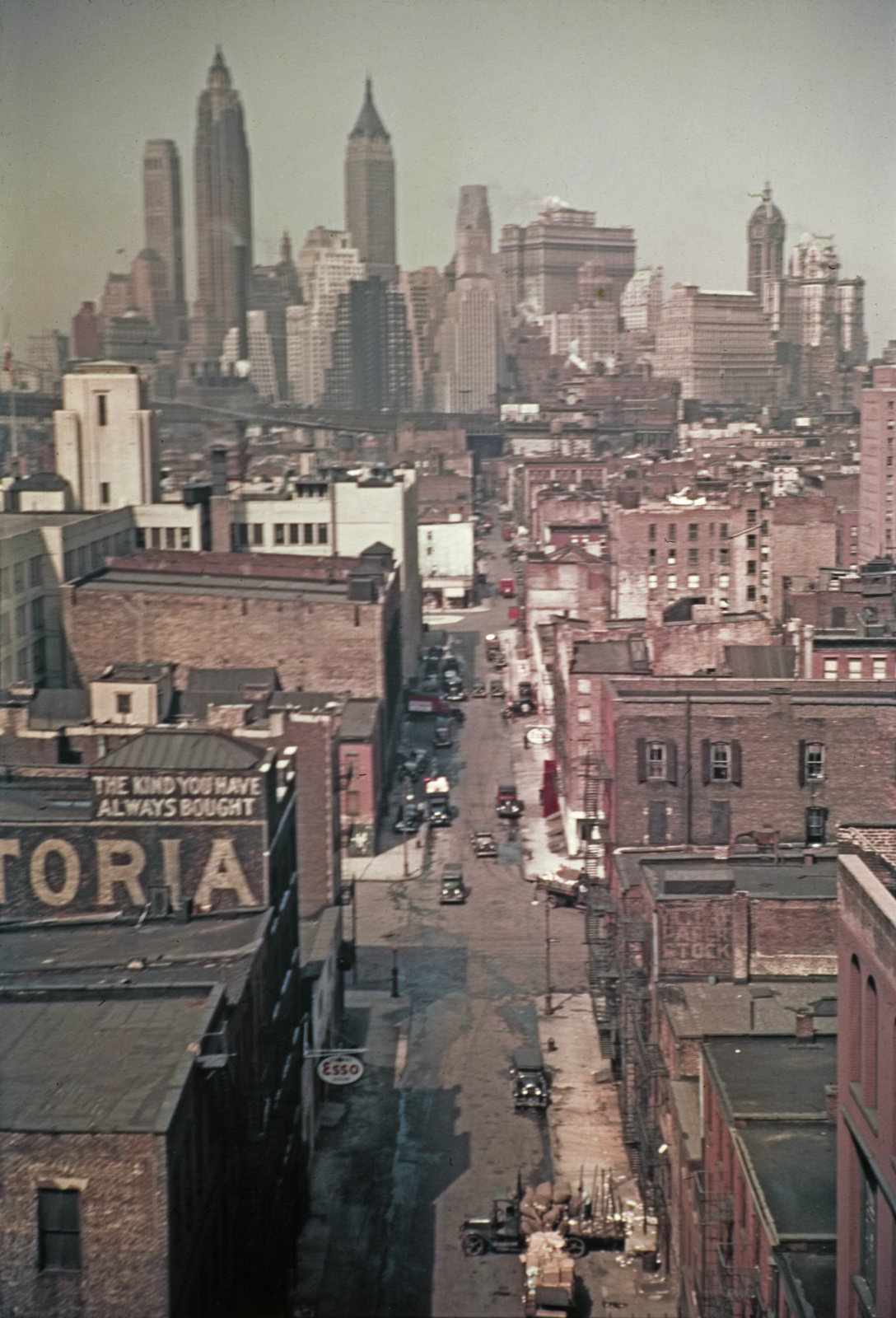
Wieżowiec jest widoczny po lewej stronie fotografii z 1938

## Ranking
Pod względem wysokości American International Building jest na miejscu:
- 4. w Nowym Jorku
- 14. w Stanach Zjednoczonych
- 42. na świecie.